# Дитерихс, Михаил Константинович
Михаи́л Константи́нович Ди́терихс (5 [17] апреля 1874 — 9 октября 1937) — русский военачальник, монархист. Участник Русско-японской, Первой мировой и Гражданской войн. Один из руководителей Белого движения в Сибири и на Дальнем Востоке. Правитель Приамурского земского края в 1922 году.

## Биография

### Ранние годы
Родился в Санкт- Петербурге 5 (17) апреля 1874 в большой семье полковника-артиллериста Константина Александровича Дитерихса (1823—1899) и дворянки Ольги Иосифовны Мусницкой (1840—1893). Среди его сестёр были окончившая Высшие женские курсы изображённая на картине Н. А. Ярошенко «Курсистка» Анна Дитерихс (впоследствии жена толстовца В. Г. Черткова) и Елена (впоследствии супруга князя А. А. Оболенского), брат Иосиф был одним из секретарей Льва Николаевича Толстого, Леонид — искусствоведом и журналистом, третий его брат, Владимир, служил во флоте и в 1914—1917 году был контр-адмиралом, четвёртый — Константин (род.1870), подполковник.
В 1894 году окончил Пажеский корпус, выпущен во 2-ю лейб-гвардии артиллерийскую бригаду. В 1900 году окончил Николаевскую академию Генерального штаба по 1-му разряду. C 1900 по 1903 служил на штабных должностях в войсках Московского военного округа. В 1903 году назначен командиром эскадрона в 3-м Драгунском полку.

### Русско-японская война
После начала войны был назначен обер-офицером для особых поручений при штабе 17-го Армейского корпуса. На фронт прибыл в августе 1904 года. Участвовал в сражениях под Ляояном, на реке Шахе, при Мукдене. Война завершилась для Дитерихса производством в подполковники (17.04.1905) и назначением на должность штаб-офицера для особых поручений при штабе корпуса.

### 1905—1914
После русско-японской войны вернулся в Московский военный округ. В 1906 году назначен штаб-офицером для особых поручений при штабе 7-го армейского корпуса. В 1907 году переведён на аналогичную должность в штаб Киевского военного округа. В 1909 году произведён в полковники. В 1910 году назначен старшим адъютантом штаба округа. В 1913 году назначен начальником отделения в Мобилизационном отделе Главного управления Генерального штаба. В этой должности он встретил начало Первой мировой войны.

### Первая мировая война

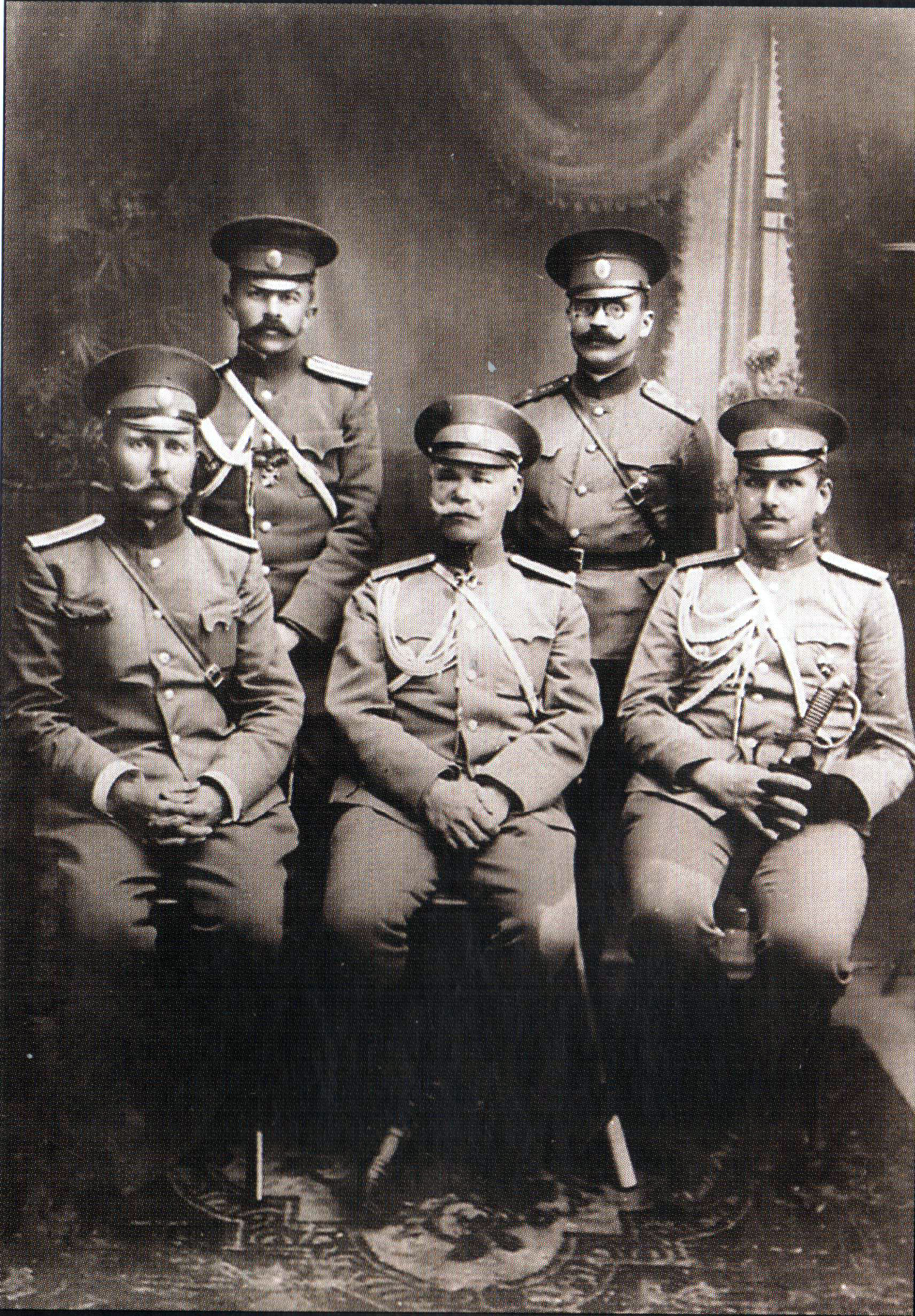
Начальник Киевского военного округа генерал-адъютант М. В. Алексеев (в центре) с подчинёнными накануне Первой мировой войны. 1913 год. Слева на заднем плане М. К. Дитерихс

В 1914—1916 годах, во время Первой мировой войны, был назначен начальником штаба 3-й армии. В начале сентября 1916 он направился вместе с возглавляемой им 2-й Особой пехотной бригадой и ещё двумя такими спецформированиями из Архангельска в Салоники, в поддержку сербской армии (прибыл 28 сентября). В середине ноября 1916 под его руководством были разбиты части болгарской армии, в результате чего союзники 19 ноября заняли город Монастир. На этом военные успехи закончились.

### Гражданская война
После Февральской революции был отозван в Россию. С 24 августа по 6 сентября 1917 года был начальником штаба Особой Петроградской армии, с 6 сентября по 16 ноября генерал-квартирмейстером Ставки, а с 16 ноября по 20 ноября — начальником штаба генерала Духонина.
21 ноября перебрался на Украину, где в марте 1918 года стал начальником штаба Чехословацкого корпуса, с которым он прошёл до Владивостока (в июне). Поддержал Александра Колчака, который назначил его 17 января 1919 года руководителем комиссии по расследованию убийства царской семьи (Дитерихс был активным монархистом), на должности которого он пребывал до 7 февраля того же года.
С 1 июля по 22 июля 1919 года был командующим Сибирской армией, с 22 июля по 17 ноября командующим Восточным фронтом и одновременно с 12 августа по 6 октября начальником штаба Верховного Главнокомандующего, А. В. Колчака. В результате разногласий с Колчаком, который настаивал на необходимости любой ценой оборонять Омск, по личной просьбе ушёл в отставку. Был инициатором создания летом-осенью 1919 года добровольческих формирований с идеологией защиты веры — православных «Дружин Святого Креста» и мусульманских «Дружин Зелёного Знамени». В сентябре 1919 года разработал и успешно провёл последнюю наступательную операцию Русской армии — Тобольский прорыв. После поражения белых в конце 1919 года эмигрировал в Харбин.

## Земский воевода
5 августа 1922 года на Земском соборе во Владивостоке было принято решение о реставрации династии Романовых и Дитерихс избран временным диктатором. 8 августа 1922 года Дитерихс был официально провозглашен правителем Приамурского государственного образования и издал указы, переименовав Приамурское государственное образование в Приамурский земский край. Дитерихс как земский воевода возглавил армию, переименованную в Земскую рать. Также Дитерихс приказал сформировать законосовещательную Земскую думу, куда вошли делегаты и назначенные члены (в том числе 1 от профсоюзов и 1 от мусульман). В будущем Дитерихс планировал созвать церковный собор.
В указе от 15 августа 1922 года Дитерихс описал будущее государственное устройство:
- Основная единица самоуправления — церковный приход (допускались приходы разных конфессий). Неверующие лишались гражданства Приамурского земского края и высылались;
- Церковный приход управлялся священником (религиозные вопросы) и назначенным председателем из числа жителей прихода.
- В приходе создавался приходской совет, избираемый по жребию из лиц старше 25 лет, свободных от уголовной ответственности. При жеребьевке граждане делились на группы по роду деятельности, образованию и имущественному положению. Приходской совет был органом, решавшим административные, хозяйственные, образовательные, судебные и финансовые вопросы (их должна была постепенно передать приходам центральная власть).

15 сентября 1922 года Дитерихс созвал съезд Дальневосточных национальных организаций в Никольск-Уссурийском. Этот съезд выразил Дитерихсу поддержку. Затем Дитерихс издал указы о всеобщей мобилизации, о церковных молебнах за победу над большевиками и о крупных денежных пожертвованиях, которые ожидались от Владивостока и Никольск-Уссурийского.
Однако не удалось ни собрать пожертвования (Торгово-промышленная палата и частные компании отказались дать деньги), ни мобилизовать в Земскую рать (многие подлежащие мобилизации бежали в Харбин, в Корею, в деревню и на Камчатку, а некоторые купили польское или румынское гражданство). Японские дипломаты отказались предоставить боеприпасы и около 360 добровольцев остались без оружия.
Дитерихс приказал не проводить никаких репрессий к лицам, уклонившимся от мобилизации. Однако члены партий «коммунистов и социалистов-интернационалистов» вместе с членами семей были высланы в РСФСР и в Дальневосточную республику.
14 октября 1922 года у Монастырища Земская рать была разбита войсками Дальневосточной республики и Дитерихс приказал отступать. 20 октября 1922 года Дитерихс и около 7 тысяч человек (его бойцов и членов их семей) прибыли в Посьет, откуда их эвакуировали на японских транспортах.

### Эмиграция
Эмигрировал в Китай, где проживал в Шанхае. В 1930 стал председателем Дальневосточного отдела Русского общевоинского союза. Умер 9 октября 1937 года, похоронен в Шанхае, на кладбище Лю-Кавей, которое было уничтожено в годы «культурной революции».

## Сочинения
- Убийство царской семьи и членов Дома Романовых на Урале. — Владивосток: [Тип. воен. академии], 1922.

## Семья
Первым браком был женат на Марии Александровне Повало-Швейковской, дочери генерал-лейтенанта А. Н. Повало-Швейковского.
Дети:
- Николай Михайлович Дитерихс (псевдоним — Горчаков) (1898—1958), советский режиссёр
- Наталия Михайловна Дитерихс (в замужестве — Полуэктова) (29.07.1902 — 1990-е)

Вторым браком (1916) был женат на Софье Эмильевне Бредовой (1885—1944), сестре Ф. Э. Бредова и Н. Э. Бредова. Была похоронена на кладбище Лю-Кавей.
Дети:
- Михаил Михайлович Бредов (усыновлён тётей Марией Эмильевной Бредовой, 1916—1976), советский физик
- Агния (Ася) Михайловна Дитерихс (1921—1978)[15]

## Награды
- Орден Святого Станислава 3-й степени (1902)
- Орден Святой Анны 3-й степени с мечами и бантом (ВП 18.09.1904) (за сражение под Ляояном)
- Орден Святого Владимира 4-й степени с мечами и бантом (ВП 02.02.1905)
- Орден Святого Станислава 2-й степени с мечами (ВП 06.04.1905) (за Мукденское сражение)
- Орден Святой Анны 2-й степени с мечами (ВП 07.07.1907)
- Высочайшее благоволение (ВП 10.08.1914) (за труды по пересмотру Устава о воинской повинности).
- Орден Святого Владимира 3-й степени (ВП 6.12.1914)
- Высочайшее благоволение (ВП 16.02.1915) (за отлично-усердную службу и труды понесенные во время военных действий).
- Георгиевское оружие (ВП 11.04.1915)
- Орден Святого Станислава 1-й степени с мечами (ВП 08.10.1915)
- мечи к ордену Святого Владимира 3-й степени (1915)
- Орден Святой Анны 1-й степени (ВП 26.01.1916)
- Орден Святого Владимира 2-й степени с мечами (ВП 1.12.1916)

Иностранные:
- британский Орден Бани (командорский крест) (12.05.1916)
- французский Военный крест 1914—1918 (Croix de Guerre) с пальмовой ветвью (19.10.1916)
- французский Орден Почётного Легиона (офицерский крест) (10.01.1917)